# Arhivă de filme
Arhiva de filme, cunoscută și sub denumirea de cinematecă, este o instituție specializată să asigure conservarea patrimoniului cinematografic național și internațional de filme. De asemenea, este instituția care are și menirea răspândirii culturii cinematografice în masa cinefililor prin organizarea de spectacole în săli de proiecție distincte de cele obișnuite, cinematografele, cunoscute ca săli de cinematecă.
În cadrul arhivelor de filme sunt păstrate în afara producțiilor interne și internaționale și materiale documentare referitoare la acestea cum ar fi: fotografii, afișe și alte materiale publicitare, extrase din periodice și publicațiile de specialitate. Tot în cadrul arhivei de filme se face cercetare în domeniul filmului, aceasta dispunând de bibliotecă specializată și de asemenea editează publicații proprii.
Organizarea spectacolelor de cinematecă au ca scop popularizarea celor mai valoroase opere cinematografice din patrimoniul universal, comemorarea unor regizori sau actori renumiți ai unor anumite epoci ai cinematografului.
În România, „Arhiva Națională de Filme” (A.N.F.) a luat ființă în anul 1957, fiind afiliată la „Federația Internațională a Arhivelor de Filme” (F.I.A.F.). Dispune de un număr însemnat de filme din patrimoniul universal, chiar și filme care nu au rulat pe ecranele românești în special înainte de 1989 din rațiuni mai mult politice sau neadecvate educației comuniste, decât de lipsă de fonduri pentru achiziționare. Dovadă sunt filmele western (americane, italienești -western spaghetti și chiar românești), faimosul Pe aripile vântului, musicale ca Sunetul muzicii, Cântând în ploaie, Scripcarul de pe acoperiș etc., filme de aventură, filme pentru copii de la Walt Disney (Cartea junglei) și multe altele filme premiate cu Premiul Oscar sau cu Palme d'Or.
Arhiva Națională de Filme are o sală specializată în capitala țării București. Spectacole de cinematecă în țară mai sunt organizate de diferite cluburi ale iubitorilor celei de-a șaptea arte.